# 최불암의 청소년 문화기행
《최불암의 청소년 문화기행》은 MBC TV에 방송된 다큐멘터리 프로그램이다.

## 결방
- 1991년 12월 11일: 프로야구 골든글러브상 시상식 방영으로 인한 결방
- 1991년 12월 25일: '91 MBC 주부가요제 방영으로 인한 결방
- 1992년 1월 1일: 신년특집 방영으로 인한 결방
- 1992년 1월 22일: 특별 생방송 경제를 살립시다 방영으로 인한 결방
- 1992년 2월 5일: 설날 특집 스타 가요 청백전 방영으로 인한 결방

## 방송 내용
| 방송횟수 | 방송 내용                    | 방송일           |
| -------- | ---------------------------- | ---------------- |
| 1        | 거리는 문화다                | 1991년 10월 9일  |
| 2        | 땀으로 배운다                | 1991년 10월 16일 |
| 3        | 음악의 도시                  | 1991년 10월 23일 |
| 4        | 1달러짜리 멤버쉽             | 1991년 10월 30일 |
| 5        | 참여하는 보람, 성취하는 기쁨 | 1991년 11월 6일  |
| 6        | 브로드웨이를 꿈꾸며          | 1991년 11월 13일 |
| 7        | 박물관 교실                  | 1991년 11월 20일 |
| 8        | 포르노와 오페라              | 1991년 11월 27일 |
| 9        | 빠를수록 좋다                | 1991년 12월 4일  |
| 10       | 우상과 영웅                  | 1991년 12월 18일 |
| 11       | 그늘진 곳에도 우리 아이들    | 1992년 1월 8일   |
| 12       | 청소년의 집 독일             | 1992년 1월 15일  |
| 13       | 청소년의 집 영국             | 1992년 1월 29일  |
| 14       | 뿌리를 배운다                | 1992년 2월 12일  |
| 15       | 출동 해양 구조대             | 1992년 2월 19일  |
| 16       | 바로 서는 아이들             | 1992년 2월 26일  |
| 17       | 도제에서 장인까지            | 1992년 3월 4일   |
| 18       | 바다를 살리자                | 1992년 3월 11일  |
| 19       | 전통의 숨결                  | 1992년 3월 18일  |
| 20       | 젊은 예술가의 혼             | 1992년 3월 25일  |
| 21       | 인간 교육을 찾아             | 1992년 4월 1일   |